# Estadio Sergio Torres
El Estadio Sergio Torres Rivera es un estadio ubicado en la ciudad de Usulután, El Salvador conocido en toda Centroamérica como "La Caldera del Diablo", es la sede del Club Deportivo Luis Ángel Firpo de la Primera División de El Salvador.

## Ubicación
Ubicado en el Barrio La Parroquia, de Usulután es una excepción en el fútbol de El Salvador: Club Deportivo Luis Ángel Firpo es el único equipo en la Liga Mayor y de Ascenso que cuenta con su propio estadio.

## Historia
El primer presidente del equipo, el Sr. Gustavo Dennys, adquirió dos tercios del estadio en 1930. Y en 1950 el presidente de ese entonces, Sr. Juan Boillat, compró el otro tercio. Una nota curiosa: El directivo firpense, Sr. Gilberto Napoleón Flores Huezo, entre 1960 y 1970, se esforzó por construir y remodelar los graderíos y muros del estadio, pero a costas del equipo (en esas mismas temporadas Firpo jugaba al sube y baja entre la Liga Pepsi y la Liga Plata. 
En 1996 el estadio fue rebautizado con el nombre del legendario ex-propietario y presidente del equipo, el estadio que todos conocían por Estadio de Usulután pasó a llamarse Estadio Sergio Torres Rivera de Usulután, Don Sergio remodeló el estadio, incluyendo el alumbrado eléctrico.
El estadio también es usado para actos municipales como el desfile cívico del 15 de septiembre.

## Instalaciones y capacidad
- El estadio cuenta con 4 torres y 2 torretas laterales de iluminación
- Muro perimetral
- Servicios sanitarios
- Pintura interior y exterior
- Graderíos desde los 4 ángulos del estadio.